# Thân vương xứ Wales
Thân vương xứ Wales (tiếng Wales: Tywysog Cymru, tiếng Anh: Prince of Wales), còn gọi là Công tước xứ Wales (tại Việt Nam thường dịch sai thành Hoàng tử/Hoàng thân xứ Wales), là một tước hiệu theo truyền thống thường được trao cho Trữ quân của quốc vương đang trị vì Vương quốc Liên hiệp Anh và Bắc Ireland (và trước đây là Vương quốc Liên hiệp Anh (Great Britain) và trước đó nữa là Vương quốc Anh (England)). Trước khi bị vua Edward I của Anh chinh phục, 2/3 lãnh thổ xứ Wales hiện nay là Thân vương quốc Wales được cai trị bởi người Wales bản xứ, những nhà cai trị này thề trung thành với Đế quốc Angevin và có địa vị tương đương với Vương quốc Scotland trong đế chế.
Sau khi Nữ vương Elizabeth II băng hà, con trai trưởng của bà là Charles III nối ngôi. Hiện nay, con trai trưởng của Charles III là William đang đảm nhiệm tước vị Thân vương xứ Wales.

## Lịch sử

### Từ Vua của bản địa xứ Wales
Trong phần lớn thời kỳ hậu La Mã, Wales được chia thành nhiều tiểu quốc. Trước cuộc chinh phục nước Anh của người Norman, vua người Wales hùng mạnh nhất tại một thời điểm thường được gọi là Vua của người Anh. Vào thế kỷ thứ XII và XIII, danh hiệu này chuyển thành Thân vương xứ Wales. Trong tiếng La tinh, tước hiệu mới được ghi là "Princeps Wallie", còn tiếng Wales là "Tywysog Cymru". Dịch sát nghĩa "Tywysog" nghĩa là "Người đứng đầu" (động từ tywys có nghĩa là lãnh đạo, có cùng nghĩa gốc với tiếng Ireland hiện đại cho thủ tướng, Taoiseach).
Chỉ có một số ít vương thân tự xưng là Thân vương xứ Wales được Triều đình Anh quốc công nhận. Người đầu tiên được biết đến đã sử dụng tước hiệu này là Owain Gwynedd, trước đó dùng Rex Walie (Vua xứ Wales) và chỉ đổi tước hiệu vào khoảng năm 1165. Cháu nội của ông, Llywelyn Đại đế, chưa từng được nói đến việc sử tước hiệu Thân vương xứ Wales, dù việc ông dùng tước hiệu Thân vương xứ Aberffraw, Chúa tể xứ Snowdon vào khoảng năm 1230 cũng tương đương với việc tự xưng là người trị vì toàn bộ Thân vương quốc Wales. Vào năm 1240, tước hiệu này trên lý thuyết được con trai ông Dafydd ap Llywelyn thừa hưởng, mặc dù ông này chưa từng sử dụng nó, mà lại trở lại thành Thân vương xứ Wales vào khoảng năm 1244. Năm 1246, cháu họ của ông, Llywelyn ap Gruffydd, đã thừa kế ngai vàng xứ Wales, và đã sử dụng tước hiệu này từ năm 1258. Năm 1282, Llywelyn bị giết trong cuộc xâm lăng xứ Wales của vua Anh là Edward I, mặc dù em trai của ông, Dafydd ap Gruffudd, giành được quyền lãnh đạo xứ Wales, ra các sắc lệnh dưới vai trò hoàng thân, sự trị vì của ông này không được Triều đình xứ Anh công nhận.
Tuy nhiên, đã có ba người Wales xưng danh hiệu Thân vương xứ Wales trước khi thời kỳ Trung Cổ kết thúc. Người đầu tiên là Madog ap Llywelyn, một người thuộc nhà Gwynedd, người đã lãnh đạo cuộc nổi loạn trên toàn xứ vào năm 1294-1295, đánh bại quân đội Anh trong cuộc chiến gần Denbigh và chiếm được lâu đài Caernarfon. Tuy nhiên, cuộc nổi dậy của ông ta đã bị đàn áp sau Trận chiến Maes Moydog tháng 3 năm 1295, và hoàng thân bị tống giam ở Luân Đôn. Vào thập niên 1370, Owain Lawgoch, một hậu duệ của một trong anh em Llywelyn ap Gruffudd sinh ra ở Anh, đã tự xưng là Thân vương xứ Wales, nhưng bị ám sát tại Pháp năm 1378 trước khi ông quay về được Wales được tuyên bố kế vị. Người cuối cùng là Owain Glyndŵr, người được người Wales xem là vị Thân vương bản địa cuối cùng. Vào ngày 16 tháng 9 năm 1400, ông được những người ủng hộ tôn vinh làm Thân vương xứ Wales, và lãnh đạo nghị viện tại Lâu đài Castle và ở các nơi khác trong thời kỳ nổi dậy trên khắp xứ Wales. Cho đến năm 1409, cuộc nổi dậy đòi độc lập cho Wales mới bị vua Anh là Henry IV dập tắt.

### Đến thành Trữ quân của ngai vàng Anh
Truyền thống phong tước cho người kế vị ngôi vua nước Anh là Thân vương xứ Wales được cho là bắt đầu vào năm 1301, khi Vua Edward I của Anh, sau khi chinh phục xong xứ Wales, ban tước hiệu này cho người nối dõi của ông, Vương tử Edward (sau này là Vua Edward II của Anh).
Theo truyền thuyết, vị vua này đã hứa với người xứ Wales rằng ông ta sẽ bổ nhiệm "một Vương thân sinh ra ở xứ Wales, và không nói một chữ tiếng Anh nào" và rồi sau đó lại trao tước hiệu này cho con trai ruột của mình trong sự bất ngờ của mọi người. Tuy nhiên, câu chuyện trên có thể chỉ mang tính huyền thoại, vì vào thế kỷ thứ XVI và trong thời đại của Edward I, tầng lớp quý tốc người Anh nói tiếng Pháp Norman chứ không phải tiếng Anh (một vài phiên bản truyền thuyết còn đưa vào điều kiện phải không biết cả hai ngôn ngữ, còn một phiên bản khác thì cụ thể là "sinh ra trên đất Wales và không nói thứ ngôn ngữ nào khác"). Tuy nhiên, Edward II thực sự đã sinh ra ở Caernarfon khi vua cha đang thực hiện chiến dịch tại Wales, và giống như mọi đứa con khác, không thể nói tiếng Anh vào thời điểm đó. Sử gia William Camden vào năm 1607 viết trong cuốn sách Britannia của ông rằng nguyên thủy tước hiệu "Thân vương xứ Wales" không tự động ban cho con trai trưởng của Vua Anh vì Edward II (Thân vương xứ Wales người Anh đầu tiên) đã không trao cho con trai trưởng của ông, vua Edward III trong tương lai, tước hiệu này. Đến Edward III mới là người tạo dựng truyền thống đặt cho con trai trưởng của mình là Thân vương xứ Wales rồi sau đó được duy trì cho đến nay:
 But King Edward the Second conferred not upon his sonne Edward the title of Prince of Wales, but onely the name of Earle of Chester and of Flint, so farre as ever I could learne out of the Records, and by that title summoned him to Parliament, being then nine yeres old. King Edward the Third first created his eldest sonne Edward surnamed the Blacke Prince, the Mirour of Chivalrie (being then Duke of Cornwall and Earle of Chester), Prince of Wales by solemne investure, with a cap of estate and Coronet set on his head, a gold ring put upon his finger, and a silver vierge delivered into his hand, with the assent of Parliament. 
Tuy nhiên, theo như mọi người thường biết thì từ năm 1301 Thân vương xứ Wales thường là con trai trưởng còn sống của Vua hoặc Nữ vương trị vì Anh quốc (sau này là Anh, 1707, rồi đến Liên hiệp Anh, 1801). Từ "còn sống" là rất quan trọng. Sau cái chết của Vương tử Arthur, Thân vương xứ Wales, Henry VII đã trao cho con trai thứ, Henry VIII sau này, tước hiệu này—mặc dù chỉ sau khi đã chắc chắn rằng vợ của Arthur, Catalina Aragón, không mang thai. Tước vị này không mặc nhiên; nó hợp nhất vào Vương thất khi một Vương tử lên nối ngôi, hoặc mất hiệu lực khi Vương tử qua đời và ngôi kế vị vẫn còn trống trước khi được trao lại cho một ứng viên đủ điều kiện, như người đứng sau trong danh sách kế vị chứ không phải con trai trưởng lớn nhất còn sống, như con trai trưởng của đứa con trai trưởng vừa mất (ví dụ như George III).
Ngày nay, quyền trị vì xứ Wales luôn đi kèm với Bá tước xứ Chester. Quy ước này bắt đầu vào năm 1399; tất cả các Thân vương xứ Wales trước đó cũng nhận được đất bá tước, nhưng tách bạch với quyền trị vì. Thực vậy, trước năm 1272 tước vị cha truyền con nối Bá tước xứ Chester và không nhất thiết thuộc Vương thất đã được tạo ra một vài lần, rồi cuối cùng cũng nhập vào hoàng gia. Đất bá tước này được tái tạo, rồi nhập vào Vương thất năm 1307 và một lần nữa vào năm 1327. Kể từ đó, tước hiệu này luôn đi kèm với Quyền trị vì xứ Wales.

## Biểu tượng

"Biểu tượng lông vũ của Thân vương xứ Wales". Huy hiệu này lấy từ hình ảnh những sợi lông đà điểu châu Phi mà Edward, Hắc vương tử đã từng dùng. Khẩu hiệu tiếng Đức "Ich dien" có nghĩa là "Ta phụng sự."

Là người thừa kế ấn định (heir apparent) của quốc vương đang trị vì, Thân vương xứ Wales sử dụng biểu tượng vương thất phái sinh từ dạng nhãn trắng tam điểm. Để đại diện cho Wales biểu tượng này sử dụng Huy hiệu Thân vương quốc Wales, đội vương miện của Thân vương xứ Wales, phía trên tấm khiêng. Nó được Vua Edward III tương lai sử dụng lần đầu năm 1910, và tiếp theo đó là Thân vương xứ Wales hiện tại, Charles.
Ông cũng có một phù hiệu ba sợi lông đà điểu (có thể thấy trên mặt sau của tất cả những đồng Tiền hai xu Anh năm 2008); nó có từ thời Hắc Vương tử và được ông sử dụng với vai trò người kế vị xứ Anh trước khi ông được phong Thân vương xứ Wales.
Ngoài các biểu tượng thường được sử dụng này, ông cũng có một cờ hiệu để dùng tại chính Wales. Hơn nữa, là Công tước xứ Rothesay ông có một huy hiệu đặc biệt để dùng tại Scotland (và cờ hiệu tương ứng); là Bá tước xứ Cornwall tương tự để dùng cho Công quốc Cornwall.

## Các tước hiệu và lễ phong tước
Các danh hiệu Thân vương xứ Wales và Bá tước xứ Chester phải được tạo, và không được tự động chuyển giao giống như danh hiệu Bá tước xứ Cornwall, là tước hiệu của Thân vương xứ Wales, và Công tước xứ Rothesay, Bá tước xứ Carrick, và Quản lý cao cấp xứ Scotland, là tước hiệu của thái tử ở Scotland. Chức tước này không mang tính cha truyền con nối, mà có thể được tạo lại nếu Thân vương xứ Wales chết trước nhà vua. Ví dụ, khi Vương tử Frederick, Thân vương xứ Wales chết trước Vua George II, con trai trưởng của ông, Vương tôn George (vua George III trong tương lai) được phong lại tước Thân vương xứ Wales. Một thái tử chỉ là Công tước xứ Cornwall nếu ông ta là con trai trưởng còn sống của quốc vương; do đó George III trong tương lai, cháu nội của George II, không được nhận tước hiệu này. Xem Công tước xứ Cornwall để biết thêm chi tiết.
Nếu người giữ tước Công tước xứ York, tước hiệu truyền thống dành cho con thứ hai của quốc vương, trở thành Thái tử sau khi người anh của ông ta mất đi, ông sẽ được phong tước này. Vương tử Henry (sau này là Henry VIII), Vương tử Charles (sau này là Charles I) và Vương tử George (sau này là George V) đều là con thứ, và do đó đã có tước Công tước xứ York khi họ nhận tước Thân vương xứ Wales.
Sau khi chuyển tước Bá tước xứ Chester vào hoàng gia, băm 1254, Henry III đã truyền chức Chúa tể xứ Chester (chứ không phải Bá tước) cho con trai Edward của ông, người đến khi trở thành Edward I đã phong Bá tước xứ Chester cho con trai Edward của ông khi ông đưa con trai mình thành Thân vương xứ Wales đầu tiên năm 1301. Bá tước xứ Cornwall được Edward III tạo ra đầu tiên dành cho con trai Edward, Hắc Vương tử của ông năm 1337.
Tước Bá tước xứ Carrick đã nhập vào vương gia Scotland với sự lên ngôi năm 1306 của Bá tước xứ Carrick, Robert the Bruce, người truyền tước hiệu lại cho con trai mình David năm 1328 (tước hiệu này tự động trở thành tước hiệu bổ sung cho tước Bá tước xứ Rothesay năm 1469); Quản lý cao cấp đã nhập vào hoàng gia với sự lên ngôi của Robert, Quản lý cao cấp thứ 7 của Scotland trở thành Robert III năm 1371; tước Công tước xứ Rothesay do Robert III của Scotland tạo ra dành cho con trai David năm 1398. Tất cả ba tước hiệu này đều được nhập vào tước vị Thân vương trao cho một người duy nhất sau khi có liên minh cá nhân giữa Vương thất Scotland và Anh năm 1603 khi James IV xứ Scotland trở thành Vua James I của Anh, và tước hiệu Thân vương xứ Wales đầu tiên được trao cho người Scotland là con trai ông Henry Frederick (sau này là một liên minh thống nhất tạo nên một hoàng gia Anh duy nhất năm 1707).
Thân vương xứ Wales có thể được làm lễ phong tước, nhưng không cần có lễ phong tước thì mới có thể tạo ra Thân vương xứ Wales. Những quý tộc cũng khác cũng được làm lễ, nhưng lễ phong tước cho các quý tộc đã dừng vào năm 1621, trong giai đoạn người ta thường xuyên phong tước đến nỗi lễ phong tước đã trở nên nặng nề. Phần lớn lễ phong tước Thân vương xứ Wales được tổ chức trước Nghị viện, nhưng vào năm 1911, Edward VIII tương lai đã được phong tước tại Lâu đài Caernarvon ở Wales. Thân vương xứ Wales hiện tại cũng được phong tước ở đó, vào năm 1969. Trong khi đọc chiếu phong tước Thân vương, các Nghi thức dành cho Thân vương sẽ được trao cho Vương tử. Một vương miện của Thân vương xứ Wales có bốn dải hình chữ thập xen kẽ với bốn fleur-de-lys, được phủ bằng một vòng cung (vương miện của Quốc vương cũng giống vậy, nhưng có hai vòng cung). Một cây gậy vàng cũng được dùng trong huy hiệu; cây gậy vàng được dùng chính thức trong lễ phong tước cho bá tước, nhưng hiện nay chỉ dùng trong lễ phong tước Thân vương xứ Wales. Ngoài huy hiệu ra còn có nhẫn, thanh gươm và áo choàng.

## Vai trò và trách nhiệm
Thân vương xứ Wales hiện nay không có vai trò hoặc trách nhiệm chính thức nào theo luật của Nghị viện hoặc ủy nhiệm của Vương thất. Charles, người đang giữ tước Thân vương xứ Wales hiện nay, cũng là Công tước xứ Cornwall, và chịu trách nhiệm cho lãnh địa công tước Cornwall.
Tước hiệu Thân vương xứ Wales chỉ được trao cho Trữ quân — tức là, một người đàn ông sẽ không bao giờ bị mất quyền kế ngôi khi có ai khác có khả năng hơn, nói cách khác thì đã được phong tước vị này thì sẽ là Quốc vương tương lai chắc chắn. Đây sẽ là con trai trưởng của Quốc vương, hoặc nếu ông ta qua đời, là con trai trưởng "của người đó", hoặc nếu như con trai trưởng của Quốc vương chết đi mà không có con cái, đó sẽ là con thứ của Quốc vương, dựa theo thứ tự kế vị. Tại những quốc gia duy trì chế độ trưởng nam, con gái hoặc anh em của Quốc vương đứng kế tiếp trong danh sách kế vị không phải là Trữ quân vì họ sẽ bị thay thế khi một đứa con trai hợp pháp của Quốc vương ra đời: thay vào đó họ mang tên "người kế vị trên danh nghĩa" (tiếng Anh sử dụng là heir presumptive, hoặc heiress presumptive nếu là nữ) và do đó sẽ không được trao tước hiệu Thân vương xứ Wales.
Do đó mà không hề tồn tại Thân vương xứ Wales trong thời gian trị vì của George VI, ông không có con trai: Công chúa Elizabeth là người kế vị trên danh nghĩa, và do đó không đủ điều kiện để được phong Thân vương xứ Wales, dù việc phong tước này cho bà đã từng được xem xét nhưng sau đó bị từ chối.

## Danh sách Thân vương xứ Wales

### Thân vương xứ Wales như một tước hiệu độc lập
| Ảnh         | Tên                  | Cha mẹ                                          | Sinh                | Trở thành Thân vương xứ Wales | Hết làm Thân vương xứ Wales                                                      | Mất                                                                              | Các tước hiệu khác                   |
| ----------- | -------------------- | ----------------------------------------------- | ------------------- | ----------------------------- | -------------------------------------------------------------------------------- | -------------------------------------------------------------------------------- | ------------------------------------ |
|             | Llywelyn ab Iorwerth | Không rõ con trai của Iorwerth ab Owain Gwynedd | k.1173              | 1218                          | 11 tháng 4 năm 1240                                                              | 11 tháng 4 năm 1240                                                              | Vua Gwynedd, Thân vương xứ Nam Powys |
|             | Dafydd ap Llywelyn   | Không rõ con trai của Llywelyn ab Iorwerth      | k. 1208             | 11 tháng 4 năm 1240           | 25 tháng 2 năm 1246                                                              | 25 tháng 2 năm 1246                                                              | Vua Gwynedd, Thân vương xứ Nam Powys |
|             | Llywelyn ap Gruffudd | Không rõ con trai của Gruffydd ap Llywelyn      | k.1223              | 25 tháng 2 năm 1246           | 11 tháng 12 năm 1282 chết trận                                                   | 11 tháng 12 năm 1282 chết trận                                                   | Vua Gwynedd                          |
| không khung | Dafydd ap Gruffydd   | Con trai của Gruffudd ap Llywelyn               | 11 tháng 7 năm 1238 | 3 tháng 10 năm 1283           | 3 tháng 10 năm 1283 Bị vua Anh Edward I bắt và xử tử, xứ Wales bị Anh chinh phục | 3 tháng 10 năm 1283 Bị vua Anh Edward I bắt và xử tử, xứ Wales bị Anh chinh phục | Vua Gwynedd (?)                      |

### Thân vương xứ Wales như tước hiệu của Trữ quân nước Anh
| Ảnh | Tên                                    | Trữ quân của | Sinh                | Trở thành người kế vị | Trở thành Thân vương xứ Wales | Hết làm Thân vương xứ Wales       | Mất                 | Các tước hiệu khác                                                |
| --- | -------------------------------------- | ------------ | ------------------- | --------------------- | ----------------------------- | --------------------------------- | ------------------- | ----------------------------------------------------------------- |
|     | Edward xứ Caernarfon sau này Edward II | Edward I     | 25 tháng 4 năm 1284 | 19 tháng 8 năm 1284   | 7 tháng 2 năm 1301            | 7 tháng 7 năm 1307 trở thành Vua  | 21 tháng 9 năm 1327 | Bá tước xứ Ponthieu, Bá tước xứ Chester                           |
|     | Edward, Hắc vương tử                   | Edward III   | 15 tháng 6 năm 1330 | 15 tháng 6 năm 1330   | 12 tháng 5 năm 1343           | 8 tháng 6 năm 1376                | 8 tháng 6 năm 1376  | Bá tước xứ Chester, Công tước xứ Cornwall                         |
|     | Richard xứ Bordeaux sau này Richard II | Edward III   | 6 tháng 1 năm 1367  | 8 tháng 6 năm 1376    | 20 tháng 11 năm 1376          | 22 tháng 6 năm 1377 trở thành Vua | 14 tháng 2 năm 1400 | Công tước xứ Cornwall, Bá tước xứ Chester                         |
|     | Henry xứ Monmouth sau này Henry V      | Henry IV     | 16 tháng 8 năm 1387 | 30 tháng 9 năm 1399   | 15 tháng 10 năm 1399          | 21 tháng 3 năm 1413 trở thành Vua | 31 tháng 8 năm 1422 | Công tước xứ Lancaster, Công tước xứ Cornwall, Bá tước xứ Chester |

###### Owain Glyndŵr
| Ảnh | Tên           | Trữ quân của | Sinh | Trở thành Thân vương xứ Wales | Hết làm Thân vương xứ Wales | Mất      | Các tước hiệu khác                                                               |
| --- | ------------- | ------------ | ---- | ----------------------------- | --------------------------- | -------- | -------------------------------------------------------------------------------- |
|     | Owain Glyndŵr | Không rõ     | 1359 | 16 tháng 9 năm 1400           | k.1415 chinh phục           | Không rõ | Tywysog xứ Powys Fadog, Lãnh chúa xứ Glyndyfrdwy và Lãnh chúa xứ Cynllaith Owain |

### Thân vương xứ Wales hiện đại
| Ảnh         | Tên                                                 | Trữ quân của | Sinh                 | Trở thành người kế vị | Trở thành Thân vương xứ Wales | Hết làm Thân vương xứ Wales                              | Mất                  | Các tước hiệu khác |
| ----------- | --------------------------------------------------- | ------------ | -------------------- | --------------------- | ----------------------------- | -------------------------------------------------------- | -------------------- | --- |
| không khung | Edward của Westminster                              | Henry VI     | 13 tháng 10 năm 1453 | 13 tháng 10 năm 1453  | 15 tháng 3 năm 1454           | 11 tháng 4 năm 1471 Cha bị phế truất                     | 4 tháng 5 năm 1471   | Công tước xứ Cornwall, Bá tước xứ Chester |
|             | Edward xứ Nhà thờ sau này Edward V                  | Edward IV    | 4 tháng 11 năm 1470  | 11 tháng 4 năm 1471   | 26 tháng 6 năm 1471           | 9 tháng 4 năm 1483 trở thành Vua                         | 1483?                | Công tước xứ Cornwall, Bá tước xứ Chester |
|             | Edward xứ Middleham                                 | Richard III  | 1473                 | 1483                  | 24 tháng 8 năm 1483           | 9 tháng 4 năm 1484                                       | 9 tháng 4 năm 1484   | Công tước xứ Cornwall, Bá tước xứ Chester, Bá tước xứ Salisbury |
|             | Arthur Tudor                                        | Henry VII    | 20 tháng 9 năm 1486  | 20 tháng 9 năm 1486   | 29 tháng 11 năm 1489          | 2 tháng 4 năm 1502                                       | 2 tháng 4 năm 1502   | Công tước xứ Cornwall, Bá tước xứ Chester |
|             | Henry Tudor sau này Henry VIII                      | Henry VII    | 28 tháng 6 năm 1491  | 2 tháng 4 năm 1502    | 18 tháng 2 năm 1504           | 22 tháng 4 năm 1509 trở thành Vua                        | 28 tháng 1 năm 1547  | Công tước xứ Cornwall, Bá tước xứ Chester, Công tước xứ York |
|             | Edward Tudor sau này Edward VI                      | Henry VIII   | 12 tháng 10 năm 1537 | 12 tháng 10 năm 1537  | tháng 10 năm 1537             | 28 tháng 1 năm 1547 trở thành Vua                        | 6 tháng 7 năm 1553   | Công tước xứ Cornwall, Bá tước xứ Chester |
|             | Henry Frederick Stuart                              | James I      | 19 tháng 2 năm 1594  | 24 tháng 3 năm 1603   | 4 tháng 6 năm 1610            | 6 tháng 11 năm 1612                                      | 6 tháng 11 năm 1612  | Công tước xứ Cornwall, Công tước xứ Rothesay, Bá tước xứ Chester, Bá tước xứ Carrick, Nam tước Renfrew, Lãnh chúa Các hòn đảo, Thân vương và Đại quản lý xứ Scotland |
|             | Charles Stuart sau này Charles I                    | James I      | 19 tháng 11 năm 1600 | 6 tháng 11 năm 1612   | 4 tháng 11 năm 1616           | 27 tháng 3 năm 1625 trở thành Vua                        | 30 tháng 1 năm 1649  | Công tước xứ Cornwall, Công tước xứ Rothesay, Công tước xứ York, Công tước xứ Albany, Hầu tước xứ Ormonde, Bá tước xứ Chester, Bá tước xứ Carrick, Bá tước xứ Ross, Lãnh chúa Ardmannoch, Nam tước Renfrew, Lãnh chúa Các hòn đảo, Thân vương và Đại quản lý xứ Scotland   |
|             | Charles Stuart sau này Charles II                   | Charles I    | 29 tháng 5 năm 1630  | 29 tháng 5 năm 1630   | tuyên bố khoảng 1638-1641     | 30 tháng 1 năm 1649 thu hồi tước vị (trở thành Vua 1660) | 6 tháng 2 năm 1685   | Công tước xứ Cornwall, Công tước xứ Rothesay, Bá tước xứ Chester, Bá tước xứ Carrick, Nam tước Renfrew, Lãnh chúa Các hòn đảo, Hoàng thân và Thân vương và Đại quản lý xứ Scotland                                                                                         |
|             | James Francis Edward Stuart                         | James II     | 10 tháng 6 năm 1688  | 10 tháng 6 năm 1688   | k. 4 tháng 7 năm 1688         | 11 tháng 12 năm 1688 Cha bị truất ngôi                   | 1 tháng 1 năm 1766   | Công tước xứ Cornwall, Công tước xứ Rothesay, Bá tước xứ Chester, Bá tước xứ Carrick, Nam tước Renfrew, Lãnh chúa Các hòn đảo, Thân vương và Đại quản lý xứ Scotland |
|             | George Augustus sau này George II                   | George I     | 10 tháng 11 năm 1683 | 1 tháng 8 năm 1714    | 27 tháng 9 năm 1714           | 11 tháng 6 năm 1727 trở thành Vua                        | 25 tháng 10 năm 1760 | Công tước xứ Cornwall, Công tước xứ Rothesay, Công tước xứ Cambridge, Bá tước xứ Chester, Bá tước xứ Carrick, Bá tước xứ Milford Haven, Tử tước Northallerton, Nam tước Renfrew, Nam tước Tewkesbury, Lãnh chúa Các hòn đảo, Thân vương và Đại quản lý xứ Scotland         |
|             | Frederick Louis                                     | George II    | 1 tháng 2 năm 1707   | 11 tháng 6 năm 1727   | 8 tháng 1 năm 1729            | 31 tháng 3 năm 1751                                      | 31 tháng 3 năm 1751  | Công tước xứ Cornwall, Công tước xứ Rothesay, Công tước xứ Edinburgh, Hầu tước xứ Đảo Ely, Bá tước xứ Chester, Bá tước xứ Carrick, Bá tước xứ Eltham, Tử tước Launceston, Nam tước Renfrew, Nam tước Snowdon, Lãnh chúa Các hòn đảo, Thân vương và Đại quản lý xứ Scotland |
|             | George William Frederick sau này George III         | George II    | 4 tháng 6 năm 1738   | 31 tháng 3 năm 1751   | 20 tháng 4 năm 1751           | 25 tháng 10 năm 1760 trở thành Vua                       | 29 tháng 1 năm 1820  | Công tước xứ Edinburgh, Hầu tước xứ Đảo Ely, Bá tước xứ Chester, Bá tước xứ Eltham, Tử tước Launceston, Nam tước Snowdon |
|             | George Augustus Frederick sau này George IV         | George III   | 12 tháng 8 năm 1762  | 12 tháng 8 năm 1762   | 19 tháng 8 năm 1762           | 29 tháng 1 năm 1820 trở thành Vua                        | 26 tháng 6 năm 1830  | Nhiếp chính vương công, Công tước xứ Cornwall, Công tước xứ Rothesay, Bá tước xứ Chester, Bá tước xứ Carrick, Nam tước Renfrew, Lãnh chúa Các hòn đảo, Thân vương và Đại quản lý xứ Scotland                                                                               |
|             | Albert Edward sau này Edward VII                    | Victoria     | 9 tháng 11 năm 1841  | 9 tháng 11 năm 1841   | 8 tháng 12 năm 1841           | 22 tháng 1 năm 1901 trở thành Vua                        | 6 tháng 5 năm 1910   | Công tước xứ Cornwall, Công tước xứ Rothesay, Bá tước xứ Chester, Bá tước xứ Carrick, Bá tước xứ Dublin, Nam tước Renfrew, Lãnh chúa Các hòn đảo, Thân vương và Đại quản lý xứ Scotland                                                                                    |
|             | George sau này George V                             | Edward VII   | 3 tháng 6 năm 1865   | 22 tháng 1 năm 1901   | 9 tháng 11 năm 1901           | 6 tháng 5 năm 1910 trở thành Vua                         | 20 tháng 1 năm 1936  | Công tước xứ Cornwall, Công tước xứ Rothesay, Công tước xứ York, Bá tước xứ Chester, Bá tước xứ Carrick, Bá tước xứ Inverness, Nam tước Renfrew, Nam tước Killarney, Lãnh chúa Các hòn đảo, Thân vương và Đại quản lý xứ Scotland                                          |
|             | Edward sau này Edward VIII rồi Công tước xứ Windsor | George V     | 23 tháng 6 năm 1894  | 6 tháng 5 năm 1910    | 23 tháng 6 năm 1910           | 20 tháng 1 năm 1936 trở thành Vua                        | 28 tháng 5 năm 1972  | Công tước xứ Cornwall, Công tước xứ Rothesay, Bá tước xứ Chester, Bá tước xứ Carrick, Nam tước Renfrew, Lãnh chúa Các hòn đảo, Thân vương và Đại quản lý xứ Scotland |
|             | Charles sau này Charles III                         | Elizabeth II | 14 tháng 11 năm 1948 | 6 tháng 2 năm 1952    | 26 tháng 7 năm 1958           | 8 tháng 9 năm 2022 trở thành Vua                         | còn sống             | Công tước xứ Cornwall, Công tước xứ Rothesay, Bá tước xứ Chester, Bá tước xứ Carrick, Nam tước Renfrew, Lãnh chúa Các hòn đảo, Thân vương và Đại quản lý xứ Scotland |
|             | William                                             | Charles III  | 21 tháng 6 năm 1982  | 8 tháng 9 năm 2022    | 9 tháng 9 năm 2022            | hiện đang giữ chức                                       | còn sống             | Công tước xứ Cornwall, Công tước xứ Rothesay, Công tước xứ Cambridge, Bá tước xứ Chester, Bá tước xứ Carrick, Nam tước Renfrew, Lãnh chúa Các hòn đảo, Thân vương và Đại quản lý xứ Scotland                                                                               |